# Osławica (przystanek kolejowy)
Osławica – przystanek kolejowy w Osławicy, w województwie podkarpackim, w Polsce, na linii Zagórz – Medzilaborce. Znajduje się tu 1 peron. Przystanek jest obsługiwany wyłącznie sezonowo przez pociągi osobowe Przewozów Regionalnych.
W roku 2017 przystanek obsługiwał 0–9 pasażerów na dobę.

## Połączenia
- Łupków
- Zagórz